# Stina Troest
Stina Troest (née le 17 janvier 1994 à Copenhague) est une athlète danoise, spécialiste du 400 m haies.

## Biographie
Médaillée d'argent aux Jeux olympiques de la jeunesse 2010, à Singapour, elle se classe troisième des championnats d'Europe juniors 2013 et deuxième des championnats d'Europe espoirs 2015. Demi-finaliste des championnats du monde 2015, à Pékin, elle se classe septième des championnats d'Europe 2016 à Amsterdam. Elle est demi-finaliste des Jeux olympiques de 2016 à Rio.

## Palmarès
| Date | Compétition                    | Lieu      | Résultat | Épreuve     | Temps         |
| ---- | ------------------------------ | --------- | -------- | ----------- | ------------- |
| 2010 | Jeux olympiques de la jeunesse | Singapour | 2e       | 400 m haies | 58 s 88       |
| 2013 | Championnats d'Europe juniors  | Rieti     | 3e       | 400 m haies | 57 s 41       |
| 2015 | Championnats d'Europe espoirs  | Tallinn   | 2e       | 400 m haies | 56 s 01       |
| 2016 | Championnats d'Europe          | Amsterdam | 7e       | 400 m haies | 56 s 34       |
| 2017 | Championnats d'Europe en salle | Belgrade  | 5e       | 800 m       | 2 min 02 s 93 |

## Records
| Épreuve     | Performance | Lieu  | Date         |
| ----------- | ----------- | ----- | ------------ |
| 400 m haies | 55 s 56     | Pékin | 23 août 2015 |